# Площадь Героев (Липецк)
Пло́щадь Геро́ев — площадь на границе Правобережного и Советского округов Липецка. Расположена на пересечении улицы Гагарина и улицы Зегеля.
С 1961 до 1967 год называлась пло́щадью Гага́рина, как и улица.

## Мемориальный комплекс
5 мая 1965 года на площади заложили мемориальный комплекс, посвящённый воинам Великой Отечественной войны. Его создавали архитектор М. В. Мордухович и скульптор Ю. Д. Гришко.
Комплекс представляет собой 19-метровый обелиск и расположенный у его подножия Вечный огонь. От Евдокиевского кладбища, где в 18 братских могилах похоронены погибшие в Липецких эвакогоспиталях (находились в зданиях Липецкого курорта) воины, и церкви святой Евдокии улицу Гагарина отделяют высокие стены с изображениями звёзд, выбитых в камне годами войны — 1941—1945.
У «вечного огня» на граните высечены слова: «Здесь замурованы списки липчан погибших в борьбе за свободу и независимость нашей Родины в Великой Отечественной войне 1941—1945 Обелиск заложен 9 мая 1965 г». За обелиском — фонтан скорби: между кусками гранита стекали капли воды, похожие на слезы.
Торжественное открытие монумента состоялось 21 октября 1967 года. В этот день был зажжён Вечный огонь Славы, за которым специальная делегация липчан ездила в Москву к могиле Неизвестного солдата у Кремлёвской стены. В 1975 году к памятнику были пристроены стены, закрывающие кладбище, по проекту В. Н. Павлова. В течение нескольких десятилетий мемориал реконструировался и дополнялся новыми элементами.
В 2005 году к 60-летию победы здесь установили новую мраморную стелу. На ней выгравированы фамилии всех 202 Героев Советского Союза и 34 полных кавалеров ордена Славы — уроженцев Липецкой области.

## Памятник интернационалистам
В 1990-е годы на улице Гагарина у спорткомплекса «Спартак» был сооружен памятник воинам-интернационалистам (ск. Е. А. Вольфсон, арх. М. В. Мордухович). Он представляет собой изображение трёх женщин с поднятыми кверху руками, которые стоят на невысоком постаменте. Внизу надпись: «Вечная память воинам-интернационалистам». Вокруг уложены беломраморные доски с именами погибших в Афганистане.

## Озеленение
До 2005 года в центре площади Героев росли серебристые ели. Однако они были снесены. Взамен посадили новые ели, но из-за постоянных попыток липчан отвезти деревья к себе, с 2006 года на газоне площади лишь цветы.

## Транспорт
- авт. 9т, 11, 24, 36, 300, 306, 322, 324, 325, 345, 346, 347, 359, ост.: «Пл. Героев».